# جايسون ماكسويل
جايسون ماكسويل (بالإنجليزية: Jason Maxwell)‏ هو لاعب كرة قاعدة أمريكي، ولد في 26 مارس 1972 في لويسبورغ في الولايات المتحدة.

## وصلات خارجية
- جايسون ماكسويل على موقعبيزبول رفرنس.كوم (الدوري الرئيسي) (الإنجليزية)
- جايسون ماكسويل على موقعبيزبول رفرنس.كوم (الدوري الثانوي) (الإنجليزية)